# RMC Story
Pour les articles homonymes, voir RMC (homonymie).
Ne doit pas être confondu avec RMC Découverte, RMC Sport ou RMC Sport (agence de presse).
RMC Story, initialement Numéro 23, est une chaîne de télévision nationale française généraliste privée, filiale du groupe RMC BFM. Elle est lancée le 12 décembre 2012 à 20 h 35 sous le nom de Numéro 23 puis devient RMC Story le 3 septembre 2018 à 6 h peu après son rachat par le Groupe NextRadioTV.
Le 14 octobre 2015, conformément à la volonté de rachat de la chaîne par NextRadioTV mais en contradiction avec les objectifs affichés pour son dossier d'attribution de l'autorisation d'émettre sur la TNT, le CSA abroger l'autorisation de diffusion sur la TNT de la chaîne devant survenir le 30 juin 2016. Toutefois, le 30 mars 2016, le Conseil d'État casse cette décision et NextRadioTV peut dès lors entrer au capital de la chaîne à hauteur de 39 %, le 16 avril 2016. L'entreprise est la propriété d'Alain Weill et de Patrick Drahi, via leurs sociétés respectives, News Participation et Altice. L'actionnaire majoritaire de la chaîne reste Pascal Houzelot, détenant 61 %. Le 26 juillet 2017, le groupe NextRadioTV acquiert la totalité de la chaîne.

## Historique

### Lancement
À la suite de son appel à candidatures pour la diffusion de six chaînes nationales en haute définition sur la TNT, le CSA auditionne la société Diversité TV France le 8 mars 2012 à 9 h 30 pour son projet TVous la Télédiversité. URb TV et TVous la Télédiversité ayant fusionné leurs projets le 11 juin 2011. Le 27 mars 2012, le CSA annonce que le projet TVous la Télédiversité est choisi pour faire partie des six nouvelles chaînes la TNT HD, incluant donc les programmes de URb TV,.
Le 3 juillet 2012, la convention de TVous la Télédiversité est conclue avec le CSA. À la suite de l'attribution des canaux pour les nouvelles chaînes de la TNT, TVous la Télédiversité change de nom et devient Numéro 23.
La chaîne est alors lancée le 12 décembre 2012 à 20 h 30.

### Instabilité
La chaîne n'a pas respecté ses engagements en matière de diversité. « Dans les faits, la chaîne ne propose quasiment que des rediffusions d’émissions américaines comme X Factor USA, Amazing Race USA ou encore le concours de tatoueurs Best Ink » relève ainsi 20 Minutes citant Rachid Arhab, ancien membre du CSA, selon lequel : « La diversité n’a été qu’un prétexte pour obtenir la fréquence […]. L’unique objectif des porteurs de ce projet était de planifier une belle opération financière ».
Le 2 avril 2015, le propriétaire de la chaîne, Pascal Houzelot, annonce être entré en négociations exclusives pour la revente de la chaîne (accordée par le CSA trois ans plus tôt pour zéro euro) valorisée à 88,3 millions d'euros, au groupe NextRadioTV, détenant déjà deux chaînes sur la TNT française nationale (BFM TV et RMC Découverte) et une chaîne sur la TNT francilienne (BFM Business).
Le 10 avril, Nonce Paolini (TF1), Nicolas de Tavernost (M6) et Bertrand Méheut (Canal+) ont adressé conjointement une lettre au président du Conseil supérieur de l'audiovisuel (CSA), Olivier Schrameck, pour dénoncer la perspective de cette revente et de cette plus-value, projet qui leur « apparaît comme extrêmement choquant ». À leurs yeux, cette opération « s'inscrit purement et simplement dans une approche de spéculation sur des fréquences qui relèvent du domaine public et font l'objet de contreparties que l'intéressé n'a jamais remplies. Dans un tel contexte, le Conseil devrait analyser cette opération comme relevant d'une "fraude" caractérisée à la loi audiovisuelle ».
L'annonce de cette revente déclenche une certaine polémique dans le secteur des médias et des entreprises de communication. Le Point évoque pour sa part un « potentiel scandale d'État » et « un trading de fréquences sur le dos du contribuable, qui assiste à l'enrichissement de nababs du secteur sans qu'un seul euro ne revienne dans les caisses de l'État ».
Le 14 octobre 2015, le CSA décide d'abroger l'autorisation de diffusion sur la TNT de la chaîne au 30 juin 2016. Le CSA reproche à la chaîne sa relation avec United TV Holding (UTH), filiale du groupe russe USM. En 2013, Numéro 23 cède 10 % de son capital à UTH pour 10 millions d'euros. Cet achat comprend l'option de revente de ces parts, ce qui s'est passé en 2015 avec la tentative de rachat de la chaîne par NextRadioTV. Le CSA considère cette opération comme une « modification substantielle » des données au vu desquelles l'autorisation d'émettre a été accordée.
Le 9 décembre, le CSA rejette le recours gracieux de la chaîne, cette dernière annonce alors qu'elle entend présenter un recours contentieux devant le Conseil d'État. Le 25 mars 2016, le rapporteur public du Conseil d'État suit l'avis du CSA et estime que « La mauvaise foi de la société requérante et sa volonté de se soustraire de manière tout à fait délibérée à ses obligations, au minimum de transparence, nous paraît établie ». Le 30 mars 2016, le Conseil d'État va à l'encontre de l'avis du rapporteur public et annule la décision du Conseil supérieur de l'audiovisuel, estimant que « L'existence de la fraude à la loi invoquée pour justifier le retrait de l'autorisation n'est pas démontrée ». Numéro 23 poursuit dès lors sa diffusion et augmente son audience en passant à 0,8 % d'audience des chaînes de télévision françaises diffusées sur la TNT.
Début juin 2016, il est annoncé une commission d'enquête parlementaire sur la chaîne qui aurait pour mission d'examiner les conditions dans lesquelles le CSA a, à l'origine, délivré à Numéro 23 une autorisation d'émettre.

### Stabilisation et développements
En août 2016, la chaîne est présentée comme une vitrine du groupe SFR Media, issue des activités d'opérateur de télécommunication et de diffuseur de contenus du groupe Altice, avec la diffusion de certains matchs de la Premier League en duplex avec sa chaîne soeur SFR Sport 1.
En septembre 2016, Numéro 23 renouvelle sa grille avec un investissement de 20 millions d'euros portant sur plusieurs séries ainsi que la diffusion du nouveau magazine politique Menu président, présenté par Élizabeth Tchoungui et Philippe Besson. À partir du 5 septembre 2016, l'émission de radio Les Grandes Gueules est retransmise en simultané avec la station de radio RMC, du lundi au vendredi, de 10 heures à 13 heures puis de 9 heures à midi à partir de la rentrée 2018-2019. À l'automne 2016, la chaîne obtient 1 % d'audience.
La chaîne intègre petit à petit le groupe NextRadioTV. À partir du 1er janvier 2017, NextRégie, filiale de NextRadioTV, gère les publicités de Numéro 23 à la place de TF1 Publicité. Ensuite, le CSA autorise le rachat complet de la chaîne par NextRadioTV,. Le groupe NextRadioTV (SFR RadioTV) rachète la totalité de la chaîne Numéro 23 le 26 juillet 2017.
Le 29 avril 2018, Alain Weill annonce que Numéro 23 va être amenée à changer de dénomination « pour mieux tourner la page de sa première vie », alors que la chaîne devrait être reformatée à la rentrée. En parallèle, depuis le 8 mars 2018, le dépôt de la marque RMC Story est enregistré auprès de l'Institut national de la propriété industrielle pour le compte de la chaîne, laissant supposer la finalisation de l'intégration du média dans le groupe d'antennes RMC. Ce nouveau nom est confirmé par Alain Weill le 6 juin 2018.

### Depuis 2018, RMC Story
Le 3 septembre 2018, la chaîne est rebaptisée et devient RMC Story. Elle atteint 1.5 % de part d'audience dès l'automne 2018. En juin 2025, la chaîne doit changer de nom pour RMC Life alors que RMC Découverte doit être intitulée RMC Docs.

## Identité graphique
Le logo de la chaîne Numéro 23 est décliné sous différentes couleurs. En juin 2013, l'emblème est légèrement modifié et la mention « Numéro » est intégrée dans le chiffre 3, du numéro 23. Le 2 janvier 2017, le logo de Numéro 23 est reformaté en deux dimensions mais il reste identique à celui de 2013. L'habillage de l'antenne est également modifé. L'habillage n'est exploité qu'une année avant que Numéro 23 s'éclipse et doit remplacée par RMC Story. Le logo officiel de RMC Story est similaire à celui de RMC Découverte avec la mention « Story » en italique, en dessous. Le logo est en couleur orange, se distinguant au bleu de la chaîne RMC Découverte. Comme pour Numéro 23, le logo se décline en plusieurs couleurs différentes du logo RMC et sa mention « Story », pour les bandes-annonces et les interprogrammes. Le logo RMC adopte le plus souvent la couleur du fond et la mention « Story » utilise l'une des couleurs complémentaires de l'affichage[réf. nécessaire].

Logo du projet TVous, la télédiversité du 8 mars 2011 au 11 décembre 2012.
Logo de Numéro 23 du 12 décembre 2012 au 13 juin 2013.
Logo de Numéro 23 du 14 juin 2013 au 1er janvier 2017.
Logo de Numéro 23 du 2 janvier 2017 au 2 septembre 2018.
Logo de RMC Story du 3 septembre 2018 au 24 août 2025.

### Slogans
- Du 8 mars 2011 au 11 décembre 2012 : Le rôle de la télé-diversité
- Du 12 décembre 2012 à 2015 : La télédiversité (enfin une réalité)
- De 2015 au 2 septembre 2018 : Intolérance Zéro
- Depuis le 3 septembre 2018 : La chaîne des histoires vraies

## Organisation

### Dirigeants et effectifs
Président-directeur général d'Altice Média
- de novembre 2000 à juin 2021 : Alain Weill
- de juillet 2021 à juillet 2024 : Arthur Dreyfuss
- depuis juillet 2024 : Nicolas de Tavernost

Directeur Général délégué, chargé de l’information et du sport du pôle audiovisuel
- de juillet 2019 à octobre 2024 : Hervé Beroud
- depuis octobre 2024 : Jean-Philippe Baille

Directeur Général 
- de 2012 à 2021 : Guenaelle Troly
- depuis 2021 : Stéphane Sallé de Chou

Directrice des programmes
- depuis 2021 : Samantha Schmitt

### Capital
À l'origine, Les actionnaires de RMC Story antérieurement Numéro 23 sont Pascal Houzelot, fondateur et patron de la chaîne Pink TV ainsi que Xavier Niel, fondateur de Free ; François-Henri Pinault, PDG de PPR ; Jean-Charles Naouri, PDG du groupe Casino ; Jacques Veyrat, patron d'Impala SAS; Matthieu Pigasse, directeur général de la Banque Lazard et actionnaire du groupe Le Monde ; Jacques-Antoine Granjon, cofondateur de vente-privee.com et Bernard Arnault, propriétaire du groupe de luxe français LVMH. En avril 2016, NextRadioTV entre dans le capital de la chaîne à hauteur de 39 % avec le retrait de petits actionnaires comme Xavier Niel.
Le 26 juillet 2017, le groupe NextRadioTV SFR RadioTV rachète la totalité de la chaîne RMC Story.

### Siège
Jusqu'au 2 mai 2018, le siège de la chaîne se situe au 17 rue du Pont-aux-Choux dans le 3e arrondissement de Paris. Depuis cette date, l'adresse du siège est fixé au 12, rue d'Oradour-sur-Glane dans le 15e arrondissement de Paris.
Le siège de RMC Story se situe au 2 rue du Général-Alain-de-Boissieu dans le 15e arrondissement de Paris. Elle rejoint les locaux de RMC Découverte, RMC Sport, BFM TV, BFM Radio, BFM Business, BFM Paris Île-de-France, les sièges du réseau BFM Régions et d’Altice Média.

## Programmes

### Émissions en cours

#### Programme de radio
Du lundi au vendredi, de 6 h à 18 h, RMC Story diffuse simultanément les émissions de la radio RMC :
- Charles Matin animée par Charles Magnien de 6 h à 6 h 30 (depuis 2023)
- Apolline Matin animée par Apolline de Malherbe de 6 h 30 à 9 h (depuis 2021)
- Les Grandes Gueules animée par Alain Marshall et Olivier Truchot de 9 h à 12 h (depuis 2016)[34]
- Estelle Midi animée par Estelle Denis de 12 h à 15 h (depuis 2021)
- Super Moscato Show animée par Vincent Moscato de 15 h à 18 h (depuis 2025)

#### Magazine
- 100 jours avec…(depuis 2021)
- Alien Fiction (depuis 2021)
- Dans les secrets des films (depuis 2024)
- Engagez-vous ! (depuis 2019)
- Enquête prioritaire (depuis 2019)
- Flic story (depuis 2023)
- Habitations en péril (depuis 2020)
- Les pires accidents (depuis 2021)
- Retour à l'instinct primaire (depuis 2022)
- S.O.S garage (depuis 2025)

#### Divertissement
- Ink master (depuis 2013)
- Hell's cat : mon chat est un cauchemar (depuis 2025)
- La vie secrète des chats (depuis 2024)
- Le Bigdil (depuis 2025)
- Le meilleur tatoueur (depuis 2024)
- Storage Wars (depuis 2021)

#### Talk-show
- C'est ça la France ! (depuis 2024)

### Émissions supprimées
Du 6 octobre 2018 au 14 décembre 2018, Jean-Baptiste Boursier anime l'émission Talk-show, diffusée le samedi à 20 h 55 puis le vendredi en deuxième partie de soirée. Lors de la saison 2018-2019, Jean-Jacques Bourdin présente l'émission Rien n'est impossible, un talk-show mensuel dans lequel il est entouré d'experts et de spécialistes pour débattre sur un sujet d'actualité. Du 22 octobre 2018 au 16 juillet 2021, RMC Story diffuse le morning de la station BFM Business Good Morning Business, diffusée en simultané sur la radio et la chaîne de télé (du lundi au vendredi de 6 heures à 9 heures). L'émission est remplacée dès le 19 juillet 2021 par la matinale RMC Apolline Matin. En 2020, les émissions de France Télévisions Faites entrer l'accusé, L'Ombre d'un doute et Non élucidé sont rediffusées sur la chaîne,,,. En mai 2024, les épisodes inédits de Faites entrer l'accusé sont transférés sur RMC Découverte. À partir du 21 septembre 2020, Laurent Neumann et Emmanuel Lechypre animent un nouveau show radio baptisé Neumann/Lechypre et arbitré par Laure Closier. Ce nouveau programme est diffusé du lundi au vendredi entre 12 h et 15 h sur RMC et en simultané sur RMC Story. En 2021, il est remplacé par Estelle Midi toujours entre 12 h et 15 h.

## Présentateurs et journalistes

### Rédaction et animation
- Estelle Denis (depuis 2021)
- Apolline de Malherbe (depuis 2021)
- Denitsa Ikonomova (depuis 2024)
- Vincent Lagaf' (depuis 2025)
- Charles Magnien (depuis 2023)
- Alain Marschall (depuis 2016)
- Olivier Truchot (depuis 2016)
- Vincent Moscato (depuis 2024)
- Yasmine Oughlis (depuis 2024)

### Anciens membres
- Christophe Hondelatte
- Philippe Besson
- Jean-Jacques Bourdin
- Jean-Baptiste Boursier
- Aurélie Casse
- Éric Huet
- Laurent Neumann
- Emmanuel Lechypre
- Jean Rességuié
- Anaïs Grangerac (2018)
- Lorie Pester (2023)
- Adile Farquane (2015)
- Franck Ferrand (2020)
- Chakib Lahssaini (2019)
- Rachid M'Barki (2020-2023)
- Eddy Murté (2017)
- Élizabeth Tchoungui (2015-2021)
- Christophe Delay (2023-2024)

## Audience

### Audience globale
À partir de 2015, la chaîne observe une certaine augmentation de se part d'audience avec un objectif affiché de 1,5 % de PDA espéré fin 2017.
Le meilleur résultat d'audience mensuelle de RMC Story est obtenu en août 2022, février et mars 2023 avec 2,1 %.
|      | Janvier              | Février              | Mars                 | Avril                | Mai                  | Juin                 | Juillet              | Août                 | Septembre            | Octobre              | Novembre             | Décembre | Moyenne annuelle |
| ---- | -------------------- | -------------------- | -------------------- | -------------------- | -------------------- | -------------------- | -------------------- | -------------------- | -------------------- | -------------------- | -------------------- | -------- | ---------------- |
| 2012 | Chaîne non existante | Chaîne non existante | Chaîne non existante | Chaîne non existante | Chaîne non existante | Chaîne non existante | Chaîne non existante | Chaîne non existante | Chaîne non existante | Chaîne non existante | Chaîne non existante | 0,2 %**  | 0,2 %**          |
| 2013 | 0,2 %**              | 0,2 %**              | 0,2 %**              | 0,2 %**              | 0,2 %**              | 0,2 %**              | 0,3 %                | 0,4 %                | 0,3 %                | 0,3 %                | 0,3 %                | 0,3 %    | 0,3 %            |
| 2014 | 0,4 %                | 0,4 %                | 0,5 %                | 0,5 %                | 0,5 %                | 0,4 %                | 0,5 %                | 0,5 %                | 0,5 %                | 0,5 %                | 0,5 %                | 0,6 %    | 0,5 %            |
| 2015 | 0,7 %                | 0,7 %                | 0,7 %                | 0,7 %                | 0,6 %                | 0,6 %                | 0,7 %                | 0,8 %                | 0,7 %                | 0,6 %                | 0,5 %                | 0,7 %    | 0,7 %            |
| 2016 | 0,6 %                | 0,7 %                | 0,7 %                | 0,7 %                | 0,8 %                | 0,8 %                | 0,9 %                | 1,0 %                | 0,8 %                | 1,0 %                | 1,0 %                | 0,9 %    | 0,8 %            |
| 2017 | 1,0 %                | 1,1 %                | 1,1 %                | 1,0 %                | 1,1 %                | 1,1 %                | 1,2 %                | 1,3 %                | 1,2 %                | 1,3 %                | 1,3 %                | 1,4 %    | 1,2 %            |
| 2018 | 1,4 %                | 1,3 %                | 1,4 %                | 1,4 %                | 1,3 %,               | 1,3 %,               | 1,3 %,               | 1,5 %,               | 1,5 %,               | 1,5 %,               | 1,2 %                | 1,3 %    | 1,4 %            |
| 2019 | 1,3 %                | 1,4 %                | 1,4 %                | 1,4 %                | 1,5 %                | 1,2 %                | 1,3 %                | 1,5 %                | 1,2 %                | 1,2 %                | 1,3 %                | 1,3 %    | 1,3 %            |
| 2020 | 1,4 %                | 1,5 %                | 1,3 %                | 1,4 %                | 1,5 %                | 1,6 %                | 1,8 %,               | 1,8 %,               | 1,5 %,               | 1,5 %,               | 1,4 %                | 1,5 %    | 1,5 %            |
| 2021 | 1,4 %                | 1,5 %                | 1,4 %                | 1,5 %                | 1,7 %                | 1,8 %                | 1,7 %                | 1,8 %                | 1,6 %                | 1,7 %,               | 1,7 %,               | 1,7 %,   | 1,6 %            |
| 2022 | 1,7 %,               | 1,7 %,               | 1,7 %,               | 1,8 %                | 1,7 %                | 1,9 %                | 2,0 %                | 2,1 %*               | 2,0 %,               | 2,0 %,               | 1,9 %                | 2,0 %    | 1,9 %*           |
| 2023 | 2,0 %                | 2,1 %*,              | 2,1 %*,              | 2,0 %                | 2,1 %*               | 1,9 %                | 1,8 %                | 2,0 %                | 1,7 %                | 1,8 %                | 1,7 %                | 1,9 %    | 1,9 %*           |
| 2024 | 1,9 %,               | 1,9 %,               | 1,8 %                | 1,9 %,               | 1,9 %,               | 1,8 %                | 1,7 %                | 1,6 %,               | 1,6 %,               | 1,6 %,               | 1,7 %,               | 1,7 %,   | 1,8 %            |
| 2025 | 1,9 %,               | 1,9 %,               | 1,8 %                | 1,7 %                |                      |                      |                      |                      |                      |                      |                      |          |                  |

Légende :
- * : maximum historique.
- ** : minimum historique.
- Meilleur score mensuel de l'année.
- Moins bon score mensuel de l'année.

### Records d'audience
Le 11 juin 2017, Numéro 23 réalise un record d'audience en diffusant le film français Le Baiser mortel du dragon avec 3,2% de PDA. Ce record est battu le 21 février 2019, lors de la diffusion du seizième de finale retour de la Ligue Europa entre le Bétis Séville et le Stade rennais (4,0 % de PDA). Le jeudi 19 avril 2018, RMC Story enregistre sa meilleure journée depuis sa création avec 2,1% de PDA, à égalité avec RMC Découverte. Ce record est battu le 23 août 2018, avec 2,3 % de part d'audience. Le 14 mars 2019, RMC Story réalise un nouveau record d'audience grâce au huitième de finale retour de Ligue Europa, Arsenal FC-Stade rennais avec 1 600 000 téléspectateurs et 7,5 % de PDA. Le match connaît un pic d'audience en dessous des 2 millions de téléspectateurs (1 930 000) avant la mi-temps et RMC Story est provisoirement leader des chaînes complémentaires de la TNT. Le 29 mai 2021, RMC Story réalise un record d'audience en diffusant la finale de la Ligue des Champions opposant Manchester City à Chelsea mais la plus faible audience pour une finale de Ligue des Champions; l'événement représente 2 408 000 téléspectateurs, soit 11,1 % de part d'audience. Le 2 janvier 2025, RMC Story réalise un record d'audience en diffusant le grand retour du jeu télévisé Le Bigdil présenté par Vincent Lagaf, représentant pour la chaîne, 1 800 000 téléspectateurs, soit 9,1 % de part d'audience.
| Chaîne          | Date                                                                        | Programme                                                         | Genre     | Téléspectateurs | Part d'audience |
| --------------- | --------------------------------------------------------------------------- | ----------------------------------------------------------------- | --------- | --------------- | --------------- |
|                 | 29 mai 2021                                                                 | Manchester City - Chelsea (Finale 2021 de la Ligue des champions) | Sport     | 2 408 000       | 11,1 %          |
| 2 janvier 2025  | Le Bigdil                                                                   | Jeu                                                               | 1 800 000 | 9,1 %           |                 |
| 10 janvier 2025 | Le Bigdil                                                                   | Jeu                                                               | 1 780 000 | 10,1 %          |                 |
| 14 mars 2019    | Arsenal FC - Stade rennais (Ligue Europa 2019 huitième de finale retour)    | Sport                                                             | 1 600 000 | 7,5 %           |                 |
| 29 mai 2019     | Chelsea FC - Arsenal FC (Finale 2019 de la Ligue Europa)                    | Sport                                                             | 1 482 000 | 6,9 %           |                 |
| 26 mai 2021     | Villarreal CF - Manchester United (Finale 2021 de la Ligue Europa)          | Sport                                                             | 1 155 000 | 5,9 %           |                 |
| 21 août 2020    | Séville FC - Inter Milan (Finale 2020 de la Ligue Europa)                   | Sport                                                             | 1 070 000 | 6,0 %           |                 |
| 9 mai 2019      | Valence CF - Arsenal FC (Ligue Europa 2019 demi-finale retour)              | Sport                                                             | 900 000   | 4,1 %           |                 |
| 21 février 2019 | Bétis Séville - Stade rennais (Ligue Europa 2019 seizième de finale retour) | Sport                                                             | 850 000   | 4,0 %           |                 |
| 25 octobre 2020 | Faites entrer l'accusé                                                      | Magazine                                                          | 818 000   | 3,5 %           |                 |
| 5 novembre 2020 | AC Milan - LOSC Lille (Ligue Europa 2020-2021)                              | Sport                                                             | 787 000   | 3,4 %           |                 |
| 11 avril 2019   | Arsenal FC - SSC Naples (Ligue Europa 2019 quart de finale aller)           | Sport                                                             | 782 000   | 3,7 %           |                 |
| 26 avril 2020   | Faites entrer l'accusé                                                      | Magazine                                                          | 781 000   | 3 %             |                 |
| 6 juin 2021     | Faites entrer l'accusé                                                      | Magazine                                                          | 769 000   | 3,6 %           |                 |
| 21 juin 2020    | Faites entrer l'accusé                                                      | Magazine                                                          | 768 000   | 3,3 %           |                 |
| 2 mai 2019      | Arsenal FC - Valence CF (Ligue Europa 2019 demi-finale aller)               | Sport                                                             | 743 000   | 3,4 %           |                 |

À noter que le plus mauvais score d'audiences pour Numéro 23 en première partie de soirée, à partir du 30 décembre 2013 date à laquelle Médiamétrie commence à mesurer les audiences de la chaîne, concerne la série Orphan Black, ayant enregistré 9 000 téléspectateurs soit 0 % de part d'audience en première partie de soirée, une première pour une chaîne de la TNT en France, le samedi 20 juin 2015. Ce soir-là, pour obtenir 0,1 % de parts de marché, la chaîne est censée attirer 15 476 personnes, suivi de X Factor US, ayant enregistré 13 000 téléspectateurs soit 0 % de part d'audience également, le vendredi 20 juin 2014.

## Diffusion
RMC Story exploite les réseaux de diffusion de la TNT, les bouquets satellitaires de TNT Sat et Fransat, les bouquets Canal+, le Câble, l'ADSL ou la Fibre, les réseaux des opérateurs français, Molotov TV ainsi que via son site web et son application mobile.